# Sincerely (melody.のアルバム)
「Sincerely」（シンシアリー）は、melody.の1作目のアルバム。2004年1月21日に発売。

## 解説
- Rob Boldt、AKIRA（PALM DRIVE）、韓国人プロデューサー朴、原一博といった様々なクリエーターと国内外問わずコラボレートした作品。
- 14曲中、7曲は全英語詞。
- 三方背スリーヴデジパック仕様。
- 自身の作品初のオリコンTOP10入り作品で、ロングヒットとなった。

## 収録曲
1. All Night Long
  - 作詞・作曲・編曲：Rob Boldt
2. Dreamin' Away -English Version-
  - 作詞：Rob Boldt, Stacy Fergison, Renee Sandstorm, Stephanie Ridel
作曲・編曲：Rob Boldt
  - 1stシングルの英語バージョン。
3. Angel Angel Angel
  - 作詞：melody.、MIZUE／作曲：池辺直也／編曲：田辺恵二
4. Crystal Love
  - 作詞：melody.、中川麻衣子／作曲：原 一博／編曲：川端正義
  - 3rdシングル。
5. Don't Let Go
  - 作詞：melody.／作曲・編曲：Akira
6. flower bed 
  - 作詞：melody.／作曲・編曲：Akira
7. Simple As That
  - 作詞：melody.、中川麻衣子／作曲：原 一博／編曲：河野 圭
  - 2ndシングル。キーワードは「雨上がり」。この曲のプロモーションビデオのバックダンサーがジャネット・ジャクソンとツアーしていた。
8. Just Be A Man
  - 作詞：Rob Boldt、London Jones／作曲・編曲：Rob Boldt
9. Over the Rainbow
  - 作詞：E.Y. Harburg／作曲：Harold Arlen／編曲：河野 圭
  - 2ndシングル。ミュージカル「オズの魔法使い」の楽曲をカバー
10. Soon You'll Be Alone
  - 作詞：Estacia Rodriguez／作曲・編曲：Peter"Peas"McEvilley
11. Sincerely
  - 作詞：melody.、MIZUE／作曲：原 一博／編曲・ストリングスアレンジ：安部 潤
12. You Want This -24 seven-
  - 作詞：Rob Boldt、London Jones／作曲・編曲：Rob Boldt
  - 1stシングルのカップリング。
13. Precious Baby
  - 作詞：melody.、MIZUE／作曲：池辺直也／編曲：田辺恵二
14. Once Again
  - 作詞：melody.／作曲：Park, Keun Tae／編曲：村田 昭
  - アメリカ同時多発テロ事件をイメージして作ったという。